# Левченко Гордій Іванович
Горді́й Іва́нович Ле́вченко (20 січня (1 лютого) 1897, село Дубрівка, нині Баранівського району Житомирської області — 1981) — військово-морський діяч СРСР, адмірал.

## Біографічні відомості
Від 1938 року — командувач Балтійського флоту. У 1939—1942 роках — заступник наркома ВМФ СРСР.
Під час Німецько-радянської війни керував обороною Криму.
У 1956—1958 роках — заступник головнокомандувача ВМФ.
У 1954—1960 роках — головний редактор Морського атласу.
Від 1960 року у відставці.